# ナイジェル・ストック
ナイジェル・ストック（Nigel Hector Munro Stock、1919年9月21日 - 1986年6月23日 ）は、マルタ出身の20世紀のイギリスの俳優。

## 来歴
マルタで出生後、インドに移り、その後ロンドンの王立演劇学校に学び、優秀な成績を収める。1931年から舞台に出演し始め、1937年の『Lancashire Luck』で映画に初出演する。第二次世界大戦中は陸軍に従軍し、少佐まで昇進する。その後『暁の出撃』（1955年）、『大脱走』（1963年）、『将軍たちの夜』（1967年）『冬のライオン』（1968年）等に出演する。
テレビ出演も多く、1964年からBBC版の『シャーロック・ホームズシリーズ』でDr.ワトスンを演じた。その後『ヤング・シャーロック/ピラミッドの謎』（1985年）では若き日のホームズに多大な影響を与えた変わり者の教授を演じた。また『ドクター・フー』（1982年）、『ピックウィック・ペーパーズ』（1985年）等にも出演した。
晩年まで性格俳優として活躍したが、1986年に心臓発作のため死去した（66歳）。